# Stefano Casagranda
Stefano Casagranda (né le 23 mars 1973 à Borgo Valsugana, dans la province autonome de Trente dans la région du Trentin-Haut-Adige) est un coureur cycliste italien.

## Biographie
Stefano Casagranda commence sa carrière en 1996 dans l'équipe MG Maglificio où il évolue notamment aux côtés de Fabio Baldato, Michele Bartoli et Pascal Richard. Engagé comme coéquipier, il remporte néanmoins une étape de Paris-Nice dès ses débuts professionnels, en mars. En 1998, il participe à son premier Tour de France avec Riso Scotti.
Après une saison chez Amica Chips, il rejoint plusieurs de ses anciens coéquipiers de MG Maglificio chez Alessio, où il effectue quatre saisons.
En avril 2004, ayant rejoint la Saeco, Stefano Casagranda est convoqué devant le tribunal de Bassano del Grappa pour recel d'EPO dans le cadre de l'affaire dite du « blitz » su Tour d'Italie 2001. Cette convocation, révélée entre autres par le journal Le Monde pendant le Tour de France entraîne son exclusion de l'épreuve à la demande des organisateurs.
En fin de saison, Saeco fusionne avec la Lampre en vue d'une intégration au ProTour. Stefano Casagranda n'est pas intégré à l'équipe et ne trouvera plus d'employeur.

## Palmarès

### Palmarès amateur
- 1989
  -  Champion d'Italie sur route cadets
- 1993
  - 3e de La Popolarissima
- 1995
  - Trophée Mario Zanchi
  - Gran Premio San Rocco

### Palmarès professionnel
- 1996
  - 5e étape de Paris-Nice
- 1997
  - 2e étape de la Hofbrau Cup (contre-la-montre par équipes)
- 1998
  - 1re étape du Tour du Trentin
- 2000
  - 4e étape du Tour de Castille-et-León
- 2001
  - 3e étape du Tour du Danemark
  - 3e de la Clásica de Sabiñánigo
- 2002
  - 1re étape du Regio-Tour
  - 3e du Grand Prix de l'industrie et du commerce de Prato
- 2003
  - 2e du Grand Prix Pino Cerami
  - 3e du Grand Prix d'ouverture La Marseillaise

## Résultats sur les grands tours

### Tour de France
3 participations
- 1998 : abandon (10e étape)
- 2002 : abandon (12e étape)
- 2004 : non-partant (9e étape)

### Tour d'Italie
4 participations
- 1996 : abandon (20e étape)
- 1997 : abandon (11e étape)
- 1998 : hors-délai (17e étape)
- 2001 : 108e

### Tour d'Espagne
4 participations
- 1999 : 108e
- 2000 : 116e
- 2001 : 133e
- 2003 : 135e